# 化成品商事
化成品商事株式会社（かせいひんしょうじ、英文社名：KASEIHIN SHOJI CO.,LTD.）は、東京都中央区に本社を置く商社。合成樹脂、化学品、機能性色材、機能性材料、電子材料、その他化学事業品を扱う。

## 沿革
- 1947年 - 化成品商事株式会社を設立。
- 1989年 - 泰国化成品を設立。
- 1996年 - TKSインダストリーを設立。
- 2010年 - 東研喬福化成貿易有限公司を設立。